# حزب دموکراتیک مبارزه اندونزی
حزب دموکراتیک مبارزه اندونزی (اندونزیایی: Partai Demokrasi Indonesia Perjuangan) یک حزب سیاسی در اندونزی است که در سال 1999 توسط مگاواتی سوکارنوپوتری تأسیس شد. مگاواتی در سال 1996 توسط سوهارتو رئیس جمهور وقت، از حزب دموکراتیک اندونزی اخراج شد و سپس این حزب را بنیان نهاد. این حزب گرایش چپ میانه مبتنی بر ایدئولوژی پانچاسیلا دارد و از سال 2014 اکثریت نسبی مجلس اندونزی را در اختیار دارد و جوکو ویدودو، رئیس جمهور اندونزی، از این حزب است.